# École nationale supérieure de la pâtisserie

Logo de l'École nationale supérieure de pâtisserie - Alain Ducasse et Yves Thuriès

Ancien logo de l'École nationale supérieure de pâtisserie

En France, l'École nationale supérieure de pâtisserie assure l'enseignement de la pâtisserie, chocolaterie et boulangerie.
L'école, créée en 1984, est située dans le château de Montbarnier à Yssingeaux, en Haute-Loire. Elle forme plus de 1 500 personnes par an dont une grande partie venant de l'étranger.

## Historique
Le château de Montbarnier est édifié dans le style des grandes maisons bourgeoises du XIXe siècle par Alexandre Roméas, fils de tanneurs yssingelais qui avaient fait fortune. La ville de Saint-Étienne acquiert la demeure en 1928 pour y accueillir des colonies de vacances,. La bâtiment est racheté en 1963 par la commune d'Yssingeaux. En 1998, l'équipe d'Iran de football est hébergée dans le bâtiment lors de la Coupe du monde de football de 1998.
L'école nationale supérieure de la pâtisserie (ENSP) est créée en 1984 et est hébergée dès ses débuts dans le château de Montbarnier. En 2007, l'établissement, géré par la Confédération nationale de la pâtisserie, confiserie, chocolaterie et glacerie de France, est placé en liquidation judiciaire. La directrice de cabinet du ministre du commerce Jacques Barrot sollicite l'aide d'Alain Ducasse qui reprend l'établissement avec Yves Thuriès, les deux chefs s'étant associés au travers d'une société dédiée détenue à 51 % par Alain Ducasse Formation et 49 % par Thuriès Gastronomie Magazine. Les bâtiments restent propriété de la ville d'Yssingeaux.
Depuis la création du Campus Paris, l'école constitue un des deux sites de « l'école Ducasse ».

## Anciens élèves notables
- Cédric Grolet[9], « meilleur chef pâtissier de restaurant du monde » en 2017[10].
- Jérôme de Oliveira[9], champion du monde de pâtisserie lors de la Coupe du monde de la pâtisserie de 2009[11].
- Sébastien Vauxion, chef deux étoiles du premier restaurant gastronomique de desserts au monde primé par le Guide Michelin[12].
- Kwen Liew, chef étoilée à Paris, première Malaisienne à être récompensée par le Michelin[13].